# Anderstorps landskommun
Anderstorps landskommun var en tidigare kommun i Jönköpings län.

## Administrativ historik
När 1862 års kommunalförordningar trädde i kraft den 1 januari 1863 inrättades i Sverige cirka 2 400 landskommuner samt 89 städer och ett mindre antal köpingar. Då inrättades i Anderstorps socken i Västbo härad i Småland denna kommun.
22 februari 1939 inrättas Gyllenfors municipalsamhälle och 4 juni 1943 Anderstorps municipalsamhälle. 1949 avskiljs Gyllenfors (som låg i direkt anslutning till Gislaveds municipalsamhälle i Båraryds landskommun) från Anderstorps kommun för att tillsammans med Båraryd bilda Gislaveds köping.
Kommunreformen 1952 påverkade inte Anderstorps kommun, vilken istället året efter, 1953, ombildades till Anderstorps köping. Denna blev kortvarigt Anderstorps kommun 1971 då enhetlig kommuntyp infördes för att 1974 gå upp i Gislaveds kommun.

### Kyrklig tillhörighet
I kyrkligt hänseende tillhörde kommunen Anderstorps församling.

## Geografi
Anderstorps landskommun omfattade den 1 januari 1952 en areal av 81,48 km², varav 79,29 km² land.

## Politik

### Mandatfördelning i valen 1938-1950
| 1 | 11 | 3 | 1 | 3 | 1 |

| 18 |

|  | 16 |  |  | 2 | 4 |

| 23 |

| 2 | 15 | 2 | 5 |  |

| 21 | 4 |

| 14 | 2 | 6 | 3 |

| 22 |